# Tagesgespräch (Bayerischer Rundfunk)
Das Tagesgespräch  ist eine Talkshow des Bayerischen Rundfunks. Sie wird Montag bis Freitag von 12:05 bis 13:00 Uhr im Radioprogramm Bayern 2, zeitgleich in BR-alpha, heute ARD alpha ausgestrahlt. Die erste Sendung wurde am 2. Oktober 1995 ausgestrahlt.

## Konzept
Die Anrufsendung entwickelte Klaus Kastan als Leiter der Abteilung Hörerforum und Medienkritik. Er war auch bis 2006 einer der Moderatoren, die im täglichen Wechsel tagesaktuelle Themen aus Politik, Wirtschaft und Gesellschaft behandeln.
Nach einer kurzen Zusammenfassung des Themas wird in der Regel ein in das Studio eingeladener „Experte“ vorgestellt. Zu Gast waren in den ersten 20 Jahren des Tagesgesprächs unter anderen Senta Berger, Paul Kirchhof, Angela Merkel, Anne-Sophie Mutter, Armin Nassehi, Johannes Rau, Edgar Reitz, Claudia Roth und Horst Seehofer.
Je nach Thema werden im Verlauf der Sendung auch andere Experten zugeschaltet, die gegenläufige Positionen vertreten. Im Verlauf der Sendung werden Anrufer in die Sendung durchgestellt, die ihre Meinung zum jeweiligen Thema einbringen und mit den Experten und anderen Anrufern diskutieren können.
Mit der seit 1998 stattfindenden zeitgleichen Ausstrahlung in BR-alpha bzw. in ARD alpha ist das Tagesgespräch auch im Netz auf BR-Online präsent. Die Zuhörer und Zuschauer können dort zur laufenden Sendung Kommentare abgeben und sich via Podcast über die jeweiligen Themen ausführlich informieren.
Produziert wird die Sendung nicht in dem Radiostudio, aus dem das sonstige Bayern-2-Programm gesendet wird, sondern in einem Fernsehstudio.

## Moderation
Die Sendung wird durch die Redaktion Hörerforum und Medienkritik produziert. Die Moderatoren waren bzw. sind: 
- Achim Bogdahn
- Stephanie Heinzeller
- Klaus Kastan
- Christine Krueger
- Eva Kötting
- Wolfgang Küpper
- Imke Köhler
- Thomas Meyerhöfer (bis 2015)
- Stefan Parrisius
- Christoph Peerenboom
- Susanne Zimmer
- Sebastian Meinberg